# Antonio Vivaldi, un prince à Venise
Pour plus de détails, voir Fiche technique et Distribution.
Antonio Vivaldi, un prince à Venise est un film franco-italien réalisé par Jean-Louis Guillermou, sorti en 2006.

## Synopsis
Dès sa naissance, le grand compositeur italien du XVIIIe siècle, Antonio Vivaldi, est affecté d’une maladie inconnue qui va déterminer le restant de sa vie. Lorsqu’il atteint ses 14 ans, sa mère le destine à une carrière ecclésiastique.

## Fiche technique
- Réalisation et scénario : Jean-Louis Guillermou
- Photographie : Antoine Marteau
- Montage : Jean Mach
- Son : Frédéric Gensse et Mathieu Weber (perchman)
- Producteurs : Philippe Aizpurua (coproducteur) et Rean Mazzone (producteur exécutif)
- Directrice de production : Eliane Lacroux
- Pays d'origine :  France |  Italie
- Genre : Film dramatique, Film historique, Film biographique
- Durée : 95 minutes (1 h 35)
- Dates de sortie : 
  -  Canada : 26 août 2006 (Montréal World Film Festival)
  -  France : 29 août 2007

## Distribution
- Stefano Dionisi (VF : Marc Saez)[1] : Antonio Vivaldi
- Michel Serrault : l'évêque de Venise
- Annette Schreiber : Anna Giraud
- Michel Galabru : le pape Benoit XIII
- Philippe de Vallerin : le Doge
- Jean-Claude Lecas : le père de Vivaldi
- Bernard-Pierre Donnadieu : l'ambassadeur de France
- Christian Vadim : Carlo Goldoni
- Delphine Depardieu : Zannetta Vivaldi
- Bastien Ehouzan
- Lucia Poli

## À noter
- Il s'agit du dernier film de Michel Serrault, mort un mois avant la sortie prévue du film. Dans ce long-métrage, il retrouvait Michel Galabru.